# トロと旅する
『トロと旅する』（トロとたびする）は、フジテレビ系列『めざましテレビ』内で、2001年10月2日から2007年9月28日まで放送されていた約1分程のミニコーナーである。

## 概要
1999年に発売されたプレイステーションのゲームソフト「どこでもいっしょ」シリーズのキャラクター「トロ」が日本全国を旅して回る旅番組風のミニコーナーである。情報性を前面に出していない映像作りと、1970年代〜1980年代に流行した洋楽をBGMにのせたコーナーとなっていた。
2002年に入ってからは同シリーズに登場するポケピの「ジュン」「ピエール」「リッキー」「スズキ」もトロの旅に同行する様になった。また、2003年夏にめざましテレビの10周年企画として、当時のお天気キャスターを担当していた高樹千佳子と共にトロ（通称：生トロ）がお天気キャラバンに参加していた期間（7月21日〜8月15日）はトロ以外の4人のポケピがそれぞれ一週間分（5回）全て1人で旅をする期間があった。毎年夏、クリスマスの時期はドラマ仕立てで、さらに3月末には卒業式の様子をドキュメント風で紹介し、旅番組の枠を超えた作りにもなっていたが、2006年度に入ってからは以前のようなドラマ仕立てでの放送はされなくなった。
また、2006年4月の金曜日放送分は「学校へゆく」編にリニューアル、当該エリアの学校に出向き児童・生徒を紹介、BGMは1970年代〜1980年代に流行したニューミュージック等の邦楽を使用していたが、毎週月曜日はビートルズの楽曲が高頻度で使用されていた。2007年6月11日の放送時からはハイビジョン画面制作になり、これまで16:9画面だったために付いていた両端の黒帯部分が消え、画面いっぱいに広大な景色が見られる様になった。おまけコーナーでもこれに対応し、どこでもいっしょシリーズのゲーム画面が忠実に再現されていた。
また、このコーナーでこれまで使用されたBGMを収録したコンピレーションアルバム「トロと旅する ポップスコレクション」「トロと旅する ポップスコレクション 夏休み」「トロと旅する ラブソングコレクション」の3枚がリリースされた。「ラブソングコレクション」のアルバムには、トロと女の子のショートラブストーリーがDVD特典として付属している他、ゲームソフト「どこでもいっしょ〜トロといっぱい〜」の応募懸賞として「トロと旅する」の総集編DVDが抽選で貰えた。因みにこれまでハローキティやニャンまげといったキャラクターとの共演も果たしている。
当初、放送時間は午前7時50分頃からだったが、2005年の放送時から以前より21分早い午前7時29分頃に移動、更に2007年4月の放送時からは1時間2分早い午前6時27分頃の移動となった。また、ラストの「おまけ」では時候に因んだセリフが表示されていた。
コーナー終了後の2007年10月15日からはBSフジにて「トロと旅するコレクション」の放送が開始された。こちらはフジテレビで週5回放送されていた中から4回を選び、2週分をまとめて月〜木の午後7時45分からの10分枠（本編8分）で放送。2008年7月の放送からは月〜金の午前9時15分からに移動し、本放送最終週のひとつ手前まで放送した後、各週1回ずつ省かれていた分を改めて放送していた。編成の都合上、土・日曜に放送されることがあったが、こちらはBSフジで既放送分の再放送となっており、未放送分が放送されたことは一度もない。
2009年4月15日、映画「トロと旅するTHE MOVIE」が公開された。この映画は、トロが日本に存在する世界遺産を旅し、悩みを抱えた芸能人と現地で知り合い、トロの行動がきっかけで元気をわけてもらうというストーリー仕立てとなっている。
前コーナーは「松任谷由実選集五七五」だった。

## スタッフ
- 企画・エグゼクティブプロデューサー：鈴木克明（フジテレビ）
- チーフプロデューサー：五十嵐英次（同）
- プロデューサー：小林登（同）
- 構成・演出・選曲：内田保憲（エムファーム）
- 構成作家：大谷広治郎
- ディレクター：河口弥（エムファーム）・高麗倫太郎（エムファーム）
- スーパーバイザー：藤澤孝史（ソニー・コンピュータ）
- CGプロデューサー：五十峯誠（ソニー・コンピュータ）
- CGディレクター：北川竜大（同）・瀧村絵里子（同）・南治一徳（BeXide）
- CG制作：猪原健夫（RAPHEL）・神戸芳博（同）
- CG合成：細渕克磨（RAPHEL）
- ライセンス・マネージメント：白川洋子（フジテレビ）・仲村達朗（ソニー・コンピュータ）・縄祐美子（同）
- プロモーション：中山郁夫（ソニー・コンピュータ）
- デスク：中原有子（フジテレビ）
- 制作進行：鈴木悠也（エムファーム）・谷田亮介（エムファーム）
- カメラ：安達良（池田屋）
- VE：軒名秀明（同）
- 編集：福島兼広（東通ビデオセンター事業部）
- MA：横田良孝（同）・堀田元子（同）
- 音効：富岡隆晃（SPOT）・松島良子（同）
- 車両：小関川俊二（AR）

## 過去に旅したエリア

### 2001年
- 沖縄（10月2日〜5日） - 記念すべき第1回のBGMはスティーヴィー・ワンダーの「心の愛(I Just Called to Say I Love You)」
- 内房（10月9日〜12日）
- 横浜（10月15日〜19日）
- 葛西（10月22日〜25日）
- 上野（10月29日〜11月2日）
- 日光（11月5日〜9日）
- 麻布（11月12日〜16日）
- 浅草（11月19日〜23日）
- 世田谷線（11月26日〜30日）
- ニューヨーク（12月3日〜7日） - 初の海外ロケ
- 羽田エリア（12月10日〜14日）
- クリスマスの風景（12月17日〜21日）
- 年末の風景（12月24日〜28日）

### 2002年
- 箱根（1月7日〜11日）
- 沖縄（1月14日〜18日）
- 川越（1月21日〜25日）
- 三浦半島・三崎（1月28日〜2月1日）- 2001年11月29日にPlayStation 2用として発売されたゲームソフト「トロと休日」の舞台。このゲームの映像も、随所に登場した。
- 筑波（2月4日〜8日）
- 湘南（2月11日〜15日）
- 富士山麓（2月18日〜22日）
- 晴海エリア（2月25日〜3月1日）
- 横須賀（3月4日〜8日）
- 千葉（3月11日〜15日）
- 銀座（3月18日〜22日）
- 熱海（3月25日〜29日）
- 桜の楽園（4月1日〜5日）
- 多摩川（4月8日〜12日）
- 柴又（4月15日〜19日）
- 川崎（4月22日〜26日）
- テーマパーク（4月29日〜5月3日）
- 佐賀（5月6日〜10日）
- 秩父（5月13日〜17日）
- 外房（5月20日〜24日）
- 島原・雲仙（5月27日〜31日）
- 世田谷（6月3日〜7日）
- 霞ヶ浦エリア（6月10日〜14日）
- 鎌倉（6月17日〜21日）
- 谷根千（6月24日〜28日）
- 東名高速道路（7月1日〜5日）
- 武蔵野エリア（7月8日〜12日）
- 越後湯沢（7月15日〜19日）
- 立山黒部アルペンルート（7月22日〜26日）
- 富良野（7月29日〜8月2日）
- 札幌（8月5日〜9日）
- 淡路島（8月12日〜16日）
- 神戸（8月19日〜23日）
- 夏の風物詩（8月26日〜30日）
- 新宿（9月2日〜6日）
- 深川・木場（9月9日〜13日）
- 都営荒川線（9月16日〜20日）
- 那須・塩原（9月23日〜27日）
- 鬼怒川（9月30日〜10月4日）
- 六本木（10月7日〜11日）
- 逗子・葉山（10月14日〜18日）
- 清水（10月21日〜25日）
- 小田原（10月28日〜11月1日）
- さいたま新都心（11月4日〜8日）
- 青山・原宿（11月11日〜15日）
- 伊豆箱根鉄道（11月18日〜22日）
- 中伊豆（11月25日〜29日）
- 八王子（12月2日〜6日）
- 恵比寿・白金（12月9日〜13日）
- 横浜（12月16日〜20日）
- 師走の風景（12月23日〜27日）

### 2003年
- お台場（1月6日〜10日）
- 神田（1月13日〜17日）
- 東北自動車道（1月20日〜24日）
- 仙台（1月27日〜31日）
- 亀有（2月3日〜7日）
- 渋谷（2月10日〜14日）
- 菅平高原（2月17日〜21日）
- 長野（2月24日〜28日）
- 品川（3月3日〜7日）
- 丸の内（3月10日〜14日）
- 沖縄（3月17日〜21日）
- 卒業の風景（3月24日〜28日）
- 御殿場 （3月31日〜4月4日）
- 本郷（4月7日〜11日）
- 浦安（4月14日〜18日）
- 福岡（4月21日〜25日）
- 相模湖エリア（4月28日〜5月2日）
- 日光街道（5月5日〜9日）
- 厚木（5月12日〜16日）
- 隅田川・荒川（5月19日〜23日）
- 春祭り（5月26日〜30日）
- 筑後（6月2日〜6日）
- 東京・運河（6月9日〜13日）
- 練馬（6月16日〜20日）
- 蒲田エリア（6月23日〜27日）
- 東村山市（6月30日〜7月4日）
- 信州・安曇村（7月7日〜11日）
- 大井川鉄道（7月14日〜18日）
- 九十九里エリア（7月21日〜25日） - ジュンの1人旅
- 白馬・大町（7月28日〜8月1日） - リッキーの1人旅
- 砺波（8月4日〜8日） - ピエールの1人旅
- 青森（8月11日〜15日） - スズキの1人旅、最後の日にトロ以外の4人のポケピが集結
- 津軽半島（8月18日〜22日） - ジュン・ピエール・リッキー・スズキの4人旅
- 夏風景「トロが来た日」（8月25日〜29日）
- 赤城山（9月1日〜5日）
- 高知（9月8日〜12日）
- 徳島（9月15日〜19日）
- 香川（9月22日〜26日）
- 愛媛（9月29日〜10月3日）
- 長崎（10月6日〜10日）
- 佐世保市（10月13日〜17日）
- いわき（10月20日〜24日）
- 大島（10月27日〜31日）
- 水戸（11月3日〜7日）
- 紅葉の風景（11月10日〜14日）
- 甲府（11月17日〜21日）
- 能登半島（11月24日〜28日）
- 福井（12月1日〜5日）
- 千葉丘陵エリア（12月8日〜12日）
- 南伊豆エリア（12月15日〜19日）
- 師走の風景（12月22日〜26日）

### 2004年
- 猿のいる風景（1月5日～9日）
- ハワイ（1月12日～14日）
- 自由が丘（1月19日～23日）
- 宇都宮（1月26日～30日）
- 中野（2月2日～6日）
- 釧路・阿寒湖畔（2月9日～13日）
- 網走・屈斜路湖畔（2月16日～20日）
- 上野（2月23日～27日）
- 佐賀（3月1日～5日）
- 富士山麓・鳴沢村（3月8日～12日）
- 下北沢（3月15日～19日）
- 卒業の風景（3月22日～26日）
- 春花の風景（3月29日～4月2日）
- 伊東（4月5日～9日）
- 赤坂（4月12日～16日）
- 流山（4月19日～23日）
- 横浜中華街（4月26日～30日）
- 伊勢志摩（5月3日～7日）
- 名古屋（5月10日～14日）
- 調布（5月17日～21日）
- 新橋（5月24日～29日）
- 伊香保（5月31日～6月4日）
- 両国・蔵前（6月7日～11日）
- 丹沢（6月14日～18日）
- ウェディングの風景（6月21日～25日）
- 北茨城（6月28日～7月2日）
- 日本橋エリア（7月5日〜9日）
- 安曇野・塩尻（7月12日〜16日）
- 軽井沢（7月19日〜23日）
- 茅ヶ崎・平塚（7月26日〜30日）
- 御蔵島（8月2日〜6日）
- 富士山を登る（8月9日〜13日）
- 浜名湖エリア（8月16日〜20日）
- 夏風景「トロが来た日」（8月23日〜27日）
- 草津（8月30日〜9月3日） - （ノラネコの）クロが初登場
- 鳥取（9月6日〜10日）
- 姫路（9月13日〜17日）
- 琵琶湖畔（9月20日〜24日）
- 大阪（9月27日〜10月1日）
- 秋の味覚狩り（10月4日〜8日） - 同週から月曜のみ、BGMにビートルズの曲が使用されることとなった。
- 金沢八景（10月11日〜15日）
- 成田（10月18日〜22日）
- 郡山エリア（10月25日〜29日）
- 奥多摩（11月1日〜11月5日）
- 向島（11月8日～12日）
- 長野木曽（11月15日～19日）
- 金澤能登（11月22日～26日）
- 所沢（11月29日～12月3日）
- 南アルプス（12月6日～10日）
- 目黒（12月13日～17日）
- XMASを飾る風景（12月20日～24日）
- 年末の風景（12月28日～28日）

### 2005年
- 鳥のいる風景（1月5日〜7日）
- 石垣島（1月10日〜14日）
- 箱根（1月17日〜21日）
- 甲州街道（1月24日〜28日）
- 東京・城南エリア（1月31日〜2月4日）
- 会津（2月7日〜11日）
- 猪苗代・喜多方（2月14日〜18日）
- 水上温泉郷（2月21日〜25日）
- 桐生（2月28日〜3月4日）
- 知多半島（3月7日〜11日）
- 静岡エリア（3月14日〜18日）
- 真鶴・湯河原（3月21日〜25日）
- 八丈島（3月28日〜4月1日）
- 春花の風景（4月4日〜8日）
- 熊本（4月11日〜15日）
- 池袋（4月18日〜22日）
- 関越自動車道・上信越自動車道（4月25日〜29日）
- 亀戸・錦糸町（5月2日〜6日）
- 塩山（現・甲州市）・笛吹（5月9日〜13日）
- 府中（5月16日〜20日）
- 日立エリア（5月23日〜27日）
- 代官山（5月30日〜6月3日）
- 市川・船橋（6月6日〜10日） - 6日放送時にベン・E・キング、ジョン・レノンの「スタンド・バイ・ミー」が使用された
- 北川崎（6月13日〜17日）
- 駒ヶ根（6月20日〜24日）
- 諏訪湖畔（6月27日〜7月1日）
- 鎌倉（7月4日〜8日）
- 西伊豆（7月11日〜15日）
- 原宿・表参道（7月18日〜22日）
- 南房総（7月25日〜29日）
- 日暮里（8月1日〜5日）
- 久米島（8月8日〜12日）
- 高円寺（8月15日〜19日）
- 尾瀬エリア（8月22日〜26日）
- 夏風景「トロが来た日」2005（8月29日〜9月2日） - すべて邦楽が使用された
- 沖縄（9月5日〜9日） - 5日放送時はトロではなくピエールが登場した
- 足利・佐野（9月12日〜16日）
- 芝・芝浦（9月19日〜23日）
- 老舗ホテル（9月26日〜30日）
- 岐阜（10月3日〜7日）
- 中央自動車道（10月10日〜14日）
- 神楽坂（10月17日〜21日）
- 秋の味覚（10月24日〜28日）
- 京都（10月31日〜11月4日）
- 奈良（11月7日〜11日）
- 神戸（11月14日〜18日）
- 徳島（11月21日〜25日）
- 尾道（11月28日〜12月2日）
- 広島（12月5日〜9日）
- 新宿（12月12日〜16日）
- クリスマスの風景（12月19日〜23日）
- 師走の風景（12月26日〜28日）

### 2006年
- 戌の風景（1月4日〜6日）
- 縁起物の風景（1月9日〜13日）
- 伊賀・甲賀（1月16日〜20日）
- 滋賀（1月23日〜27日）
- 鬼のある風景（1月30日〜2月3日）
- 国立・小金井（2月6日〜10日）
- 秋葉原（2月13日〜17日）
- 名神高速道路（2月20日〜24日）
- 新横浜（2月27日〜3月3日）
- 阪神エリア（3月6日〜10日）
- 鳥取（3月13日〜17日）
- 浅草（3月20日〜24日）
- 芳賀エリア（3月27日〜31日）
- 東京ベイ&オーシャンフロント（4月3日〜7日） - この週の金曜から「学校をゆく」の放送がスタート
- 倉敷（4月10日〜14日）
- 熊野エリア（4月17日〜21日）
- 南紀エリア（4月24日〜28日）
- 富士山麓（5月1日〜5日）
- 鹿児島（5月8日〜12日） - この年から5月6日（トロの誕生日）がある、もしくは近い週の月曜日はビートルズの「バースデイ」が使用される
- 埼玉東部エリア（5月15日〜19日）
- 宮崎（5月22日〜26日）
- 高崎（5月29日〜6月2日）
- 富山湾（6月5日〜9日）
- 松戸・柏・我孫子（6月12日〜16日）
- 南房総（6月19日〜23日）
- 江戸川（6月26日〜30日）
- 相模湾（7月3日〜7日）
- 長崎県（7月10日〜14日）
- 五島列島（7月17日～21日）
- 台湾（7月24日～28日）
- 滋賀（7月31日～8月4日）
- 青森（8月7日～11日）
- 秋田（8月14日～18日）
- 秩父（8月21日～25日）
- 山形（8月28日～9月1日）
- 御前崎エリア（9月4日～8日）
- 米沢（9月11日～15日）
- 代々木（9月18日～22日）
- 那須高原（9月25日～29日）
- 利根川（10月2日〜6日） - この週から火曜〜木曜までのアーティストが同じになる
- 大阪ベイエリア（10月9日〜13日）
- 浜松（10月16日〜20日）
- 千住・町屋（10月23日〜27日）
- 水道橋・飯田橋（12月4日〜8日） - この週はジョン・レノンソロの曲が使用された
- 奈良・吉野（12月11日〜15日）
- キャンドルのある風景（12月18日〜22日）
- 2006年をゆく（12月25日〜29日）

### 2007年
- 開運招福のある風景（1月4日・5日） - BGMに2日ともジョン・レノンの「スターティング・オーヴァー」が使用された。
- 大分（1月8日〜12日）
- 宮崎（1月15日〜17日・19日） - 18日の放送が休止になった
- 佐賀（1月22日〜26日）
- 木更津（1月29日〜2月2日）
- 長崎（2月5日〜9日）
- 熊本（2月12日〜16日） - 12日放送分以外すべて邦楽が使用された
- 鹿児島（2月19日〜23日）
- 福岡（2月26日〜3月2日）
- 伊豆エリア（3月5日〜9日）
- 小田原（3月12日〜16日）
- 東京西部エリア（3月19日〜23日）
- 所沢（3月26日〜30日）
- お台場・有明（4月2日〜6日） - この週から午前6時27分頃放送へ
- つくば・牛久エリア（4月7日〜13日）
- 羽田・大森エリア（4月16日〜20日）
- 富士山麓（4月23日〜27日）
- 渋谷松濤エリア（4月30日〜5月4日）
- 横須賀（5月7日〜11日）
- 鹿行（ろっこう）エリア（5月14日〜18日）
- 巣鴨・大塚・駒込（5月21日〜25日）
- 厚木（5月28日〜6月1日）
- 葛飾（6月4日〜8日）
- 東京新島（6月11日〜15日）- この週からハイビジョン制作（16:9画面に対応）に
- 六本木（6月18日〜20日・22日） - 21日の放送が休止になった
- 飛騨高山（6月25日〜29日）
- 郡上八幡・下呂（7月2日〜6日）
- 鎌倉（7月9日〜13日）
- 吉祥寺・三鷹（7月16日〜20日）
- 佐原（7月23日〜27日） - 25日がトロ、26日がジュンだった
- ザ・冒険王（7月30日〜8月3日）
- 九十九里（8月6日〜10日）- 火曜日 - 木曜日の楽曲が違うアーティストだった
- 日光・鬼怒川（8月13日〜8月17日）- 水曜日放送時にクイーンの「ボーン・トゥ・ラヴ・ユー」が使用された。これは、「日光神戸アイスバックス」を紹介したことによる月9ドラマ『プライド』つながり
- 越後湯沢（8月20日〜8月24日）
- 上越エリア（8月27日〜8月31日）- この週をもって「学校をゆく」の放送を終了。
- 下関（9月3日〜7日）
- さいたま（9月10日〜14日）
- 萩（9月17日〜21日）
- "東京の中の世界をゆく" World Tour In Tokyo（9月24日〜28日） - これにて放送終了。